# Experimento de Schiehallion

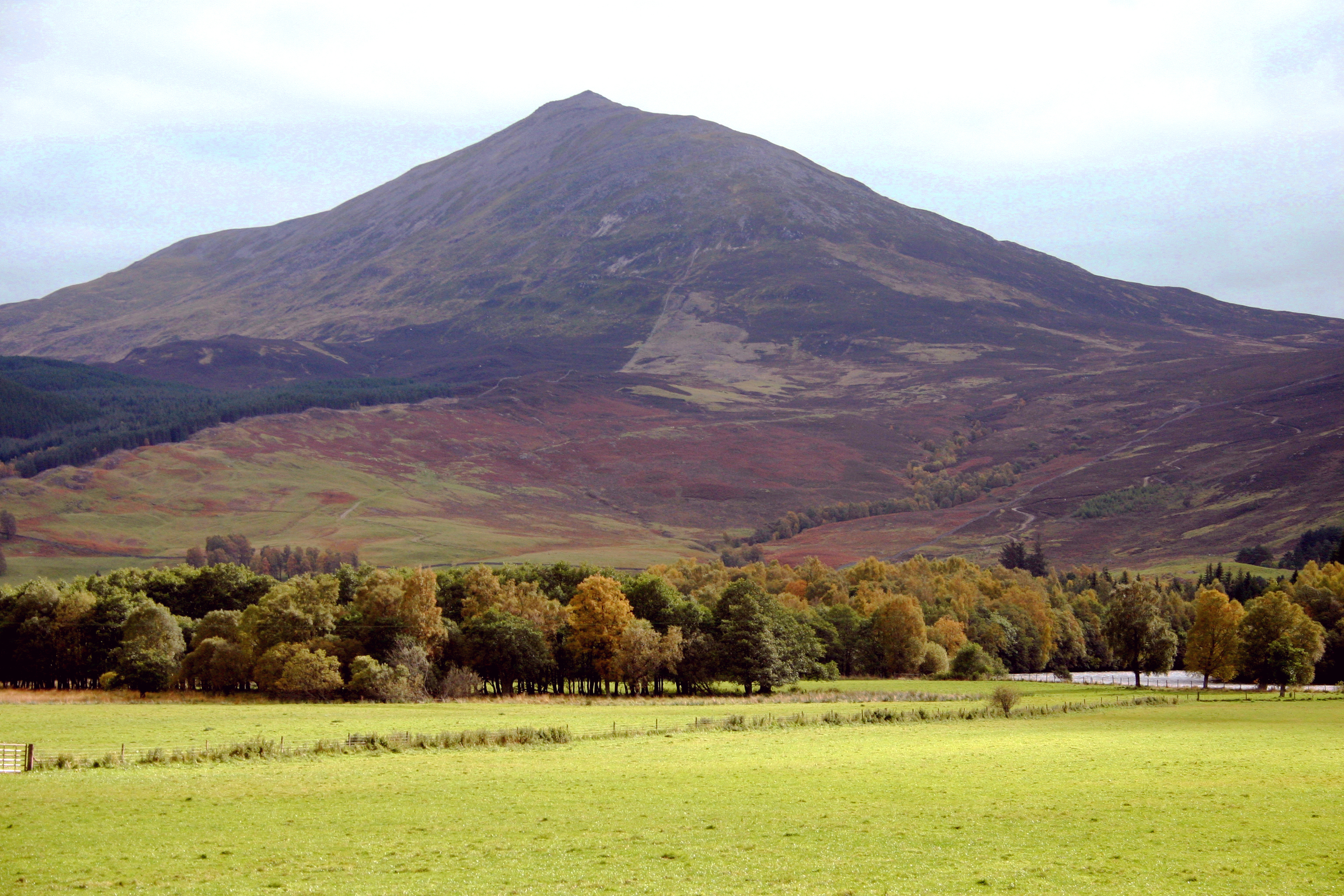
A posição isolada de Schiehallion e a forma simétrica contribuíram bem para o experimento

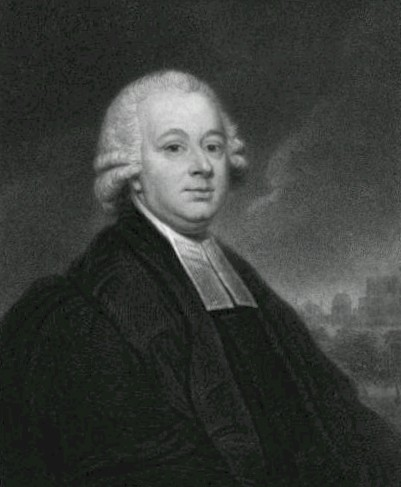
Nevil Maskelyne, o Astrônomo Real Britânico que conduziu o experimento.

O experimento de Schiehallion foi um experimento feito no século XVIII para determinar a densidade média da Terra. Financiado por uma bolsa da Royal Society, foi conduzido no verão de 1774 ao redor da montanha escocesa de Schiehallion, Perthshire. O experimento envolveu medir a pequena deflexão da vertical devido à atração gravitacional de uma montanha próxima. Schiehallion foi considerada a localização ideal após uma extensa busca entre outras montanhas candidatas, devido ao seu isolamento e forma quase simétrica.
O experimento já havia sido considerado, mas rejeitado, por Isaac Newton como uma demonstração prática de sua teoria da gravitação; no entanto, uma equipe de cientistas, notadamente Nevil Maskelyne, o Astrônomo Real, estava convencido de que o efeito seria detectável e se comprometeu a conduzir o experimento. O ângulo de deflexão dependia das densidades e volumes relativos da Terra e da montanha: se a densidade e o volume de Schiehallion pudessem ser determinados, o mesmo aconteceria com a densidade da Terra. Uma vez que isso fosse conhecido, por sua vez produziria valores aproximados para os dos outros planetas, suas luas e o Sol, anteriormente conhecidos apenas em termos de suas proporções relativas.

## Fundo
Um pêndulo pende para baixo em um campo gravitacional simétrico. No entanto, se uma massa suficientemente grande, como uma montanha, estiver próxima, sua atração gravitacional deve puxar o prumo do pêndulo ligeiramente para fora da vertical (no sentido de que ele não aponta para o centro de massa da Terra). A mudança no ângulo do fio de prumo em relação a um objeto conhecido - como uma estrela - pode ser medida com cuidado em lados opostos da montanha. Se a massa da montanha pudesse ser estabelecida independentemente de uma determinação de seu volume e uma estimativa da densidade média de suas rochas, então esses valores poderiam ser extrapolados para fornecer a densidade média da Terra e, por extensão, sua massa.
Isaac Newton havia considerado o efeito nos Principia, mas pensou pessimisticamente que qualquer montanha real produziria uma deflexão muito pequena para ser medida. Os efeitos gravitacionais, escreveu ele, só eram discerníveis na escala planetária.  O pessimismo de Newton era infundado: embora seus cálculos tivessem sugerido um desvio de menos de 2 minutos de arco (para uma montanha ideal de 5 km), esse ângulo, embora muito pequeno, estava dentro da capacidade teórica dos instrumentos de sua época.
Um experimento para testar a ideia de Newton forneceria evidências de apoio para sua lei da gravitação universal e estimativas da massa e densidade da Terra. Como as massas dos objetos astronômicos eram conhecidas apenas em termos de proporções relativas, a massa da Terra forneceria valores razoáveis para os outros planetas, suas luas e o sol. Os dados também foram capazes de determinar o valor da constante gravitacional de Newton G, embora esse não fosse um objetivo dos experimentadores; referências a um valor para G não apareceriam na literatura científica até quase cem anos depois.

## Encontrando a montanha

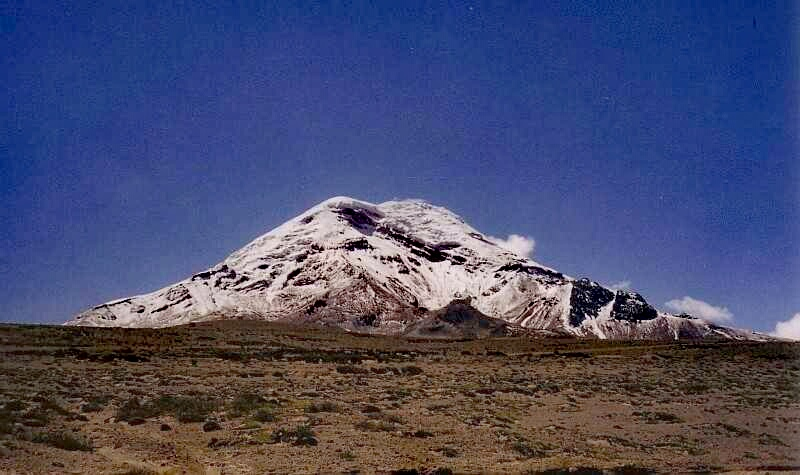
Chimborazo, o objeto do experimento francês de 1738

### Chimborazo, 1738
Dois astrônomos franceses, Pierre Bouguer e Charles Marie de La Condamine, foram os primeiros a tentar realizar o experimento, conduzindo suas medições no vulcão Chimborazo de 6.268 m de altura no Vice-Reino do Peru em 1738. A expedição partiu da França para a América do Sul em 1735 para tentar medir o comprimento do arco meridiano de um grau de latitude próximo ao equador, mas aproveitaram a oportunidade para tentar o experimento de deflexão. Em dezembro de 1738, sob condições de terreno e clima muito difíceis, eles realizaram um par de medições em altitudes de 4.680 e 4.340 m. Bouguer escreveu em um jornal de 1749 que eles foram capazes de detectar uma deflexão de 8 segundos de arco, mas ele minimizou a importância de seus resultados, sugerindo que o experimento seria melhor realizado em condições mais fáceis na França ou na Inglaterra.  Ele acrescentou que o experimento pelo menos provou que a Terra não poderia ser uma concha oca, como alguns pensadores da época, incluindo Edmond Halley, sugeriram.

### Schiehallion, 1774

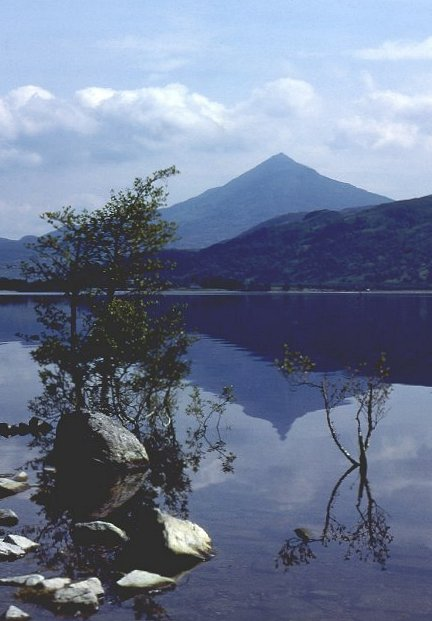
A crista simétrica de Schiehallion vista através do Loch Rannoch

Uma nova tentativa de fazer o experimento foi proposta à Royal Society em 1772 por Nevil Maskelyne, Astrônomo Real. Ele sugeriu que o experimento "faria uma homenagem à nação onde foi feito" e propôs Whernside em Yorkshire ou o maciço Blencathra-Skiddaw em Cumberland como alvos adequados. A Royal Society formou o Comitê de Atração para considerar o assunto, nomeando Maskelyne, Joseph Banks e Benjamin Franklin entre seus membros. O Comitê despachou o astrônomo e topógrafo Charles Mason para encontrar uma montanha adequada.
Depois de uma longa pesquisa no verão de 1773, Mason relatou que o melhor candidato era Schiehallion (então escrito Schehallien), um pico de 1.083 m situado entre Loch Tay e Loch Rannoch nas Terras Altas da Escócia centrais. A montanha ficava isolada de quaisquer colinas próximas, o que reduziria sua influência gravitacional, e sua crista simétrica leste-oeste simplificaria os cálculos. Suas encostas íngremes ao norte e ao sul permitiriam que o experimento fosse localizado próximo ao seu centro de massa, maximizando o efeito de deflexão. Coincidentemente, o cume fica quase exatamente no centro latitudinal e longitudinal da Escócia.
Mason se recusou a realizar o trabalho por conta própria, pela oferta de comissão de um guinéu (moeda) por dia. A tarefa, portanto, coube a Maskelyne, para a qual foi concedida uma licença temporária de suas funções como Astrônomo Real. Ele foi auxiliado na tarefa pelo matemático e agrimensor Charles Hutton, e Reuben Burrow, que era um matemático do Observatório Real de Greenwich. Uma força de trabalho de trabalhadores foi contratada para construir observatórios para os astrônomos e auxiliar no levantamento. A equipe de ciência estava particularmente bem equipada: seus instrumentos astronômicos incluíam um quadrante de latão de 30 cm da expedição de Vênus de Cook em 1769, um setor zenital de 3 m e um regulador ( relógio de pêndulo de precisão) para cronometrar as observações astronômicas. Eles também adquiriram um teodolito e uma corrente de Gunter para o levantamento da montanha e um par de barômetros para medir a altitude.  Financiamento generoso para o experimento estava disponível devido aos gastos insuficientes no trânsito da expedição de Vênus, que havia sido entregue à Sociedade pelo Rei George III do Reino Unido.

## Medidas

### Astronômicas

A deflexão é a diferença entre o verdadeiro zênite Z conforme determinado pela astrometria, e o zênite aparente Z′ conforme determinado por um fio de prumo

Observatórios foram construídos ao norte e ao sul da montanha, além de um bothy (cabana) para acomodar o equipamento e os cientistas. As ruínas dessas estruturas permanecem na encosta da montanha. A maior parte da força de trabalho estava alojada em tendas de lona áspera. As medições astronômicas de Maskelyne foram as primeiras a serem realizadas. Era necessário que ele determinasse as distâncias do zênite em relação ao fio de prumo para um conjunto de estrelas no momento preciso em que cada uma passava para o sul ( latitude astronômica ). As condições meteorológicas eram frequentemente desfavoráveis devido à neblina e à chuva. No entanto, do observatório sul, ele foi capaz de fazer 76 medições em 34 estrelas em uma direção e, em seguida, 93 observações em 39 estrelas na outra. Do lado norte, ele conduziu um conjunto de 68 observações em 32 estrelas e um conjunto de 100 em 37 estrelas.  Ao realizar conjuntos de medições com o plano do setor zenital primeiro voltado para o leste e depois para o oeste, ele evitou com sucesso quaisquer erros sistemáticos decorrentes da colimação do setor.
Para determinar a deflexão devido à montanha, foi necessário levar em conta a curvatura da Terra: um observador movendo-se para o norte ou para o sul verá o zênite local se deslocar no mesmo ângulo de qualquer mudança na latitude geodésica. Após levar em conta os efeitos observacionais, como precessão, aberração de luz e nutação, Maskelyne mostrou que a diferença entre o zênite determinado localmente para observadores ao norte e ao sul de Schiehallion foi de 54,6 segundos de arco. Uma vez que a equipe de pesquisa forneceu uma diferença de 42,94 ″ de latitude entre as duas estações, ele foi capaz de subtrair isso e, após arredondar para a precisão de suas observações, anunciar que a soma das deflexões norte e sul era de 11,6 ″.
Maskelyne publicou seus resultados iniciais em Philosophical Transactions of the Royal Society em 1775, usando dados preliminares sobre a forma da montanha e, portanto, a posição de seu centro de gravidade . Isso o levou a esperar uma deflexão de 20,9 ″ se as densidades médias de Schiehallion e da Terra fossem iguais. Como a deflexão foi cerca de metade disso, ele foi capaz de fazer um anúncio preliminar de que a densidade média da Terra era aproximadamente o dobro da de Schiehallion. Um valor mais preciso teria que aguardar a conclusão do processo de levantamento.
Maskelyne aproveitou a oportunidade para observar que Schiehallion exibia uma atração gravitacional e, portanto, todas as montanhas exibiam; e que a lei da gravitação do inverso do quadrado de Newton fora confirmada. Uma apreciada Royal Society presenteou Maskelyne com a Medalha Copley de 1775; o biógrafo Chalmers mais tarde observando que "Se ainda restavam dúvidas a respeito da verdade do sistema newtoniano, elas foram totalmente removidas".

### Topografia
O trabalho da equipe de pesquisa foi muito dificultado pelas inclemências do tempo, e levou até 1776 para concluir a tarefa. Para saber o volume da montanha, foi necessário dividi-la em um conjunto de prismas verticais e calcular o volume de cada um. A tarefa de triangulação que coube a Charles Hutton foi considerável: os topógrafos haviam obtido milhares de ângulos de rumo para mais de mil pontos ao redor da montanha. Além disso, os vértices de seus prismas nem sempre coincidiam convenientemente com as alturas levantadas. Para dar sentido a todos os seus dados, ele teve a ideia de interpolar uma série de linhas em intervalos definidos entre seus valores medidos, marcando pontos de igual altura. Ao fazer isso, ele não apenas podia determinar facilmente as alturas de seus prismas, mas também, pelo redemoinho das linhas, era possível obter uma impressão instantânea da forma do terreno. Hutton então usou curvas de nível, que se tornaram comuns desde então para representar o relevo cartográfico .
| Corpo    | Densidade, kg · m −3 | Densidade, kg · m −3 |
| Corpo    | Hutton, 1778         | Valor moderno        |
| -------- | -------------------- | -------------------- |
| Sol      | 1.100                | 1.408                |
| Mercúrio | 9.200                | 5.427                |
| Vênus    | 5.800                | 5.204                |
| Terra    | 4.500                | 5.515                |
| Lua      | 3.100                | 3.340                |
| Marte    | 3.300                | 3.934                |
| Júpiter  | 1.100                | 1.326                |
| Saturno  | 410                  | 687                  |

Hutton teve que calcular as atrações individuais devido a cada um dos muitos prismas que formavam sua grade, um processo que foi tão trabalhoso quanto o próprio levantamento. A tarefa ocupou seu tempo por mais dois anos antes que ele pudesse apresentar seus resultados, o que ele fez em um artigo de cem páginas para a Royal Society em 1778. Ele descobriu que a atração do prumo pela Terra seria 9.933 vezes maior que a soma de suas atrações pela montanha nas estações norte e sul, se a densidade da Terra e de Schiehallion fosse a mesma. Uma vez que a deflexão real de 11,6 ″ implicava uma proporção de 17.804:1 depois de contabilizar o efeito da latitude sobre a gravidade, ele foi capaz de afirmar que a Terra tinha uma densidade média de {\displaystyle {\tfrac {17.804}{9.933}}}, ou sobre {\displaystyle {\tfrac {9}{5}}} o da montanha.   O longo processo de levantamento da montanha não afetou muito o resultado dos cálculos de Maskelyne. Hutton pegou uma densidade de 2.500 kg·m−3 para Schiehallion, e anunciou que a densidade da Terra era {\displaystyle {\tfrac {9}{5}}} disso, ou 4.500 kg·m−3 .  Em comparação com o valor moderno aceito de 5.515 kg·m−3, a densidade da Terra foi calculada com um erro de menos de 20%.
O fato de a densidade média da Terra exceder em muito a de suas rochas superficiais significava naturalmente que deve haver material mais denso nas profundezas. Hutton presumiu corretamente que o material do núcleo era provavelmente metálico e poderia ter uma densidade de 10.000 kg·m−3 . Ele estimou que essa porção metálica ocupe cerca de 65% do diâmetro da Terra. Com um valor para a densidade média da Terra, Hutton foi capaz de definir alguns valores para as tabelas planetárias de Jérôme Lalande, que anteriormente só eram capazes de expressar as densidades dos principais objetos do sistema solar em termos relativos.

## Experimentos repetidos
Uma medição mais precisa da densidade média da Terra foi feita 24 anos depois de Schiehallion, quando em 1798 Henry Cavendish usou uma balança de torção extremamente sensível para medir a atração entre grandes massas de chumbo . O valor de Cavendish de 5.448 ± 33 kg·m−3 era de apenas 1,2% do valor atualmente aceito de 5.515 kg·m−3, e seu resultado não seria significativamente melhorado até 1895 por Charles Boys . O cuidado com que Cavendish conduziu o experimento e a precisão de seu resultado levaram seu nome a ser associado a ele.
John Playfair realizou uma segunda pesquisa de Schiehallion em 1811; com base em um repensar de seus estratos rochosos, ele sugeriu uma densidade de 4.560 a 4.870 kg·m−3, embora o então idoso Hutton defendesse vigorosamente o valor original em um artigo de 1821 para a Sociedade. Os cálculos da Playfair aumentaram a densidade para mais perto de seu valor moderno, mas ainda era muito baixa e significativamente mais pobre do que o cálculo de Cavendish de alguns anos antes.

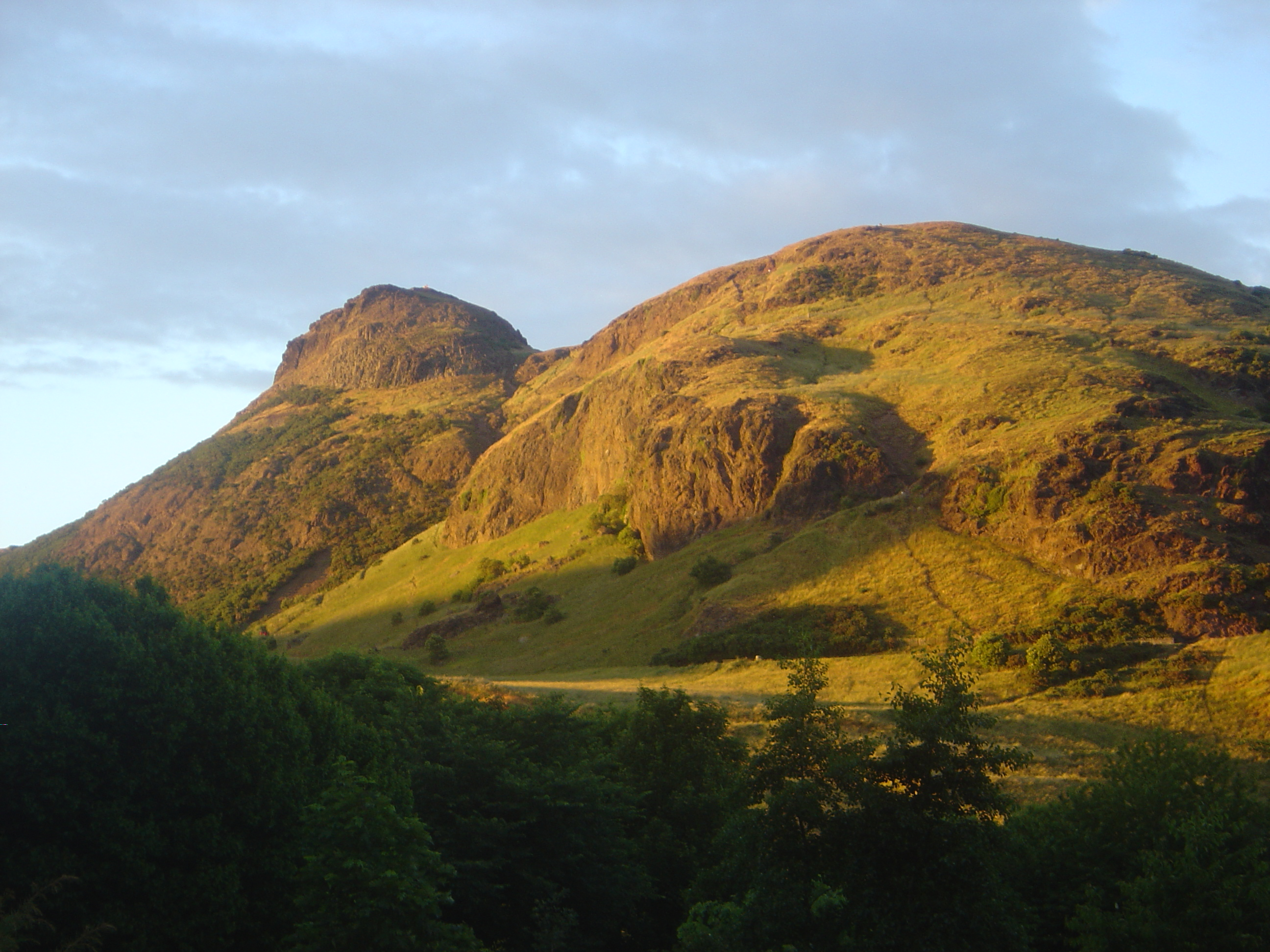
Arthur's Seat, local da experiência de Henry James de 1856

O experimento Schiehallion foi repetido em 1856 por Henry James, diretor-geral do Ordnance Survey, que em vez disso usou a colina Arthur's Seat no centro de Edimburgo. Com os recursos do Ordnance Survey à sua disposição, James estendeu seu levantamento topográfico para um raio de 21 quilômetros, levando-o até a fronteira de Midlothian . Ele obteve uma densidade de cerca de 5.300 kg·m−3.
Um experimento em 2005 realizou uma variação do trabalho de 1774: em vez de computar diferenças locais no zênite, o experimento fez uma comparação muito precisa do período de um pêndulo no topo e na base de Schiehallion. O período de um pêndulo é uma função de g, a aceleração gravitacional local. Espera-se que o pêndulo corra mais devagar na altitude, mas a massa da montanha atuará para reduzir essa diferença. Este experimento tem a vantagem de ser consideravelmente mais fácil de conduzir do que o de 1774, mas para atingir a precisão desejada, é necessário medir o período do pêndulo com uma diferença de uma parte em um milhão. Este experimento rendeu um valor da massa da Terra de 8,1 ± 2,4 × 1024 kg, correspondendo a uma densidade média de 7.500 ± 1.900 kg·m−3 . 
Um reexame moderno dos dados geofísicos foi capaz de levar em conta fatores que a equipe de 1774 não conseguiu. Com o benefício de um modelo de elevação digital de raio de 120 km, conhecimento muito melhorado da geologia de Schiehallion e, em particular, de um computador, um relatório de 2007 produziu uma densidade média da Terra de 5.480 ± 250 kg·m−3 . Quando comparado com a cifra moderna de 5.515 kg·m−3, é uma prova da precisão das observações astronômicas de Maskelyne.

## Procedimento matemático

Diagrama de força de Schiehallion

Considere o diagrama de força à direita, no qual a deflexão foi muito exagerada. A análise foi simplificada considerando a atração em apenas um lado da montanha. Um prumo de massa m está situado a uma distância d de P, o centro de massa de uma montanha de massa MM e densidade ρM É desviado por um pequeno ângulo θ devido à sua atração F direção a P e seu peso W direcionado para a Terra. A soma vetorial de W e F resulta em uma tensão T na corda do pêndulo. A Terra tem uma massa ME, raio rE e uma densidade ρE
As duas forças gravitacionais no prumo são dadas pela lei da gravitação de Newton :
{\displaystyle F={\frac {GmM_{M}}{d^{2}}},\quad W={\frac {GmM_{E}}{r_{E}^{2}}}}
onde G é a constante gravitacional de Newton . G e m podem ser eliminados tomando a razão de F para W :
{\displaystyle {\frac {F}{W}}={\frac {GmM_{M}/d^{2}}{GmM_{E}/r_{E}^{2}}}={\frac {M_{M}}{M_{E}}}\left({\frac {r_{E}}{d}}\right)^{2}={\frac {\rho _{M}}{\rho _{E}}}{\frac {V_{M}}{V_{E}}}\left({\frac {r_{E}}{d}}\right)^{2}}
onde VM e VE são os volumes da montanha e da Terra. Em equilíbrio estático, os componentes horizontal e vertical da tensão da corda T pode estar relacionado às forças gravitacionais e ao ângulo de deflexão θ :
{\displaystyle W=T\cos \theta ,\quad F=T\sin \theta }
Substituindo por T :
{\displaystyle \tan \theta ={\frac {F}{W}}={\frac {\rho _{M}}{\rho _{E}}}{\frac {V_{M}}{V_{E}}}\left({\frac {r_{E}}{d}}\right)^{2}}
Uma vez que VE, VM e rE são todos conhecidos, θ foi medido e d foi calculado, então um valor para a razão ρE : ρM pode ser obtido: 
{\displaystyle {\frac {\rho _{E}}{\rho _{M}}}={\frac {V_{M}}{V_{E}}}\left({\frac {r_{E}}{d}}\right)^{2}{\frac {1}{\tan \theta }}}